# ナハン県
ナハン県（ナハンけん、ベトナム語：Huyện Na Hang / 縣那𧯄?）は、ベトナム社会主義共和国トゥエンクアン省の県。面積は865.50km²、人口は41,868人（2011年）である。